# 52975 Cyllarus

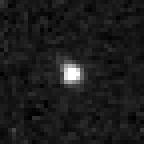
52975 Cyllarus

52975 Cyllarus (tillfällig beteckning 1998 TF35) är en centaur, en småplanet i det yttre av Solsystemet. Centauren upptäcktes 12 oktober 1998 av den amerikanska astronomen Nichole M. Danzl vid Kitt Peak-observatoriet nära Tucson, Arizona. Cyllarus har fått sitt namn efter en kentaur som dödades i kriget mot Lapitherna.
Omloppsbanan korsar idag Uranus och Neptunus. På grund av påverkan från gasjättarnas gravitation är centaurernas omloppsbanor instabila och riskerar att kastas ut ur eller in i Solsystemet. Den beräknade halva livslängden för Cyllarus omloppsbana är 11,5 miljoner år.